# Vanceov plan
Prijedlog mirovne operacije UN-a u Jugoslaviji, poznatiji kao Vanceov plan (ili Vanceov plan za Hrvatsku, kako bi se razlikovalo od Vance-Owenovog plana za BiH), nazvan prema američkom diplomatu Cyrusu Vanceu koji je u to vrijeme bio posebni izaslanik glavnog tajnika UN za bivšu Jugoslaviju. Plan je svim stranama predstavljen 11. prosinca 1991., kao Dodatak III. izvješću glavnog tajnika UN, a sačinili su ga Cyrus Vance i Mark Goulding.
Prema Planu kojeg je usvojilo Vijeće sigurnosti u Rezoluciji 724 od 14. prosinca 1991., mirovna operacija UN-a u Jugoslaviji trebala je bit prijelazni aranžman kako bi se stvorili uvjeti za mir i stabilnost nužni za pregovore o sveobuhvatnom rješenju jugoslavenske krize. Njome se ne prejudicira političko rješenje. Predviđen je bio rok od šest mjeseci, odnosno do konačnog rješenja. Također se zahtijevala potpuna nepristranost snaga UN-a na terenu. Koncept misije bio je zamišljen je tako da su snage i policijski promatrači UN bili raspoređeni u određenim područjima Hrvatske, označenim kao "područja pod zaštitom UN" (UNPA). Ta su područja trebala biti demilitarizirana, sve oružane snage u njima trebale su biti ili povučene ili raspuštene. Uloga snaga UN trebala je bit osiguranje da ta područja ostanu demilitarizirana i da sve osobe koje u njima žive budu pošteđene straha od oružanog napada. Predviđena su tri UNPA područja: Istočna Slavonija, Zapadna Slavonija i Krajina. Plan je također predviđao povlačenje svih jedinica JNA i Hrvatske vojske iz zaštićenih područja, rasformiranje TO-a i svih paravojnih formacija.
UNPA područja smatrana su integralnim dijelom Republike Hrvatske. Republika Srpska Krajina i njezina vlast uopće se ne spominju.

## Vanjske poveznice
- (en) Vanceov plan  Arhivirana inačica izvorne stranice od 21. svibnja 2013. (Wayback Machine)